# National Provincial Championship 2004
La National Provincial Championship 2004 fue la vigésimo novena edición del principal torneo de rugby de Nueva Zelanda.
El campeón del torneo fue el equipo de Canterbury quienes lograron su quinto campeonato.

## Sistema de disputa
Cada equipo enfrenta a los equipos restantes en una sola ronda.
- Los cuatro mejores equipos clasifican a semifinales por la búsqueda del campeonato.

- El equipo ubicado en la 10° posición al final del campeonato disputa un repechaje frente al campeón de la Segunda División.

## Clasificación
Tabla de posiciones:
| Pos. | Equipo        | Encuentros | Encuentros | Encuentros | Encuentros | Tantos | Tantos | Tantos | PB | PB | Puntos |
| Pos. | Equipo        | PJ         | PG         | PE         | PP         | F      | C      | Dif    | BO | BD | Puntos |
| ---- | ------------- | ---------- | ---------- | ---------- | ---------- | ------ | ------ | ------ | -- | -- | ------ |
| 1.º  | Wellington    | 9          | 7          | 1          | 1          | 313    | 154    | +159   | 4  | 1  | 35     |
| 2.º  | Canterbury    | 9          | 6          | 1          | 2          | 346    | 207    | +139   | 4  | 2  | 32     |
| 3.º  | Bay of Plenty | 9          | 7          | 0          | 2          | 241    | 221    | +20    | 3  | 1  | 32     |
| 4.º  | Waikato       | 9          | 6          | 0          | 3          | 294    | 215    | +79    | 5  | 1  | 30     |
| 5.º  | Taranaki      | 9          | 6          | 0          | 3          | 332    | 257    | +75    | 4  | 1  | 29     |
| 6.º  | North Harbour | 9          | 4          | 1          | 4          | 246    | 200    | +46    | 5  | 4  | 27     |
| 7.º  | Auckland      | 9          | 4          | 0          | 5          | 265    | 287    | -22    | 5  | 3  | 24     |
| 8.º  | Otago         | 9          | 2          | 1          | 6          | 183    | 261    | -78    | 1  | 1  | 12     |
| 9.º  | Southland     | 9          | 1          | 0          | 8          | 174    | 338    | -164   | 1  | 0  | 5      |
| 10.º | Northland     | 9          | 0          | 0          | 9          | 182    | 436    | -254   | 0  | 1  | 1      |

|  | Semifinalistas.                               |
|  | Repechaje frente al campeón de la División 2. |

### Semifinales
| 15 de octubre | Wellington | 28 - 16 | Waikato |  |  |

| 16 de octubre | Canterbury | 44 - 12 | Bay of Plenty |  |  |

### Final
| 23 de octubre | Wellington | 27 - 40 | Canterbury |  |  |

| Bandera de Nueva Zelanda |
| Campeón Canterbury       |
| Quinto título            |

### Repechaje
| 23 de octubre | Nelson Bays | 13 - 32 | Northland |  |  |

- Northland mantiene la categoría para la próxima temporada.